# Sara Rivero
Sara Rivero (Medina del Campo, Valladolid, 19 de mayo de 1985) es una actriz española conocida especialmente por trabajo en televisión en series como Velvet, Isabel, Gran Hotel, Bandolera o Tierra de lobos o más recientemente Amar es para siempre, entre otras.

## Biografía
Sara Rivero nace en Medina del Campo, Valladolid en el año 1985 y pasa su infancia ligada al teatro y la danza. Tras licenciarse en arte dramático por la Real Escuela Superior de Arte Dramático de Madrid (R.E.S.A.D.) estudia Historia y Estética del Cine en la Cátedra de Cine de Valladolid, y comparte su dedicación a la interpretación con la escritura. En 2011 es galardonada con el Premio de Dramaturgia Innovadora otorgado por el Festival Escena Contemporánea por su primera obra, Ingrávida. 
Aparte de en el ámbito nacional, en los últimos años destaca en el ámbito internacional con la serie Borgia, coproducción europea en habla inglesa para Canal+ Francia. Pese a estar inmersa en las series de televisión, no ha abandonado nunca el teatro tras debutar en Italia con el espectáculo Le troyane.

## Filmografía

### Televisión
| Año         | Serie                | Personaje                 | Cadena               | Notas         |
| 2009        | Somos cómplices      | Amanda Mújica             | Antena 3             | 1 episodio    |
| 2010        | Tierra de lobos      | Clara                     | Telecinco            | 2 episodios   |
| 2011        | Bandolera            | Eugenia Montoro           | Antena 3             | 191 episodios |
| 2012        | Gran Hotel           | Cecilia Mieres            | Antena 3             | 1 episodio    |
| 2013        | Isabel               | Beatriz de Osorio         | La 1                 | 3 episodios   |
| 2014        | Borgia               | Lucrezia Normani          | Canal+ Francia y ZDF | 2 episodios   |
| 2014        | Velvet               | Carmen Soto               | Antena 3             | 10 episodios  |
| 2014 - 2015 | Amar es para siempre | Laura Blasco Santiesteban | Antena 3             | 274 episodios |
| 2018        | Sabuesos             | Sofía                     | La 1                 | 1 episodio    |
| 2019        | Secretos de Estado   | Moderadora del debate     | Telecinco            | 1 episodio    |
| 2019        | Promesas de arena    | Greta                     | La 1                 | 1 episodio    |
| 2020        | Lope enamorado       | Marta de Nevares          | La 1                 | TV Movie      |
| 2021        | La caza. Tramuntana  | Cati Trias                | La 1                 | 7 episodios   |
| 2023 - 2025 | La Moderna           | Teresa                    | La 1                 | 366 episodios |
| 2024        | Ni una más           | Mercedes "Mer"            | Netflix              | 7 episodios   |

### Cortometrajes
- Tránsito, reparto. Dir. Pedro del Río (2013)
- El otro lado, reparto. Dir. César de Nicolás (2014)
- Jueves, como María. Dir. Pedro del Río (2014)
- Lo siento mi amor, como Jackie Kennedy. Dir. Eduardo Casanova (2018)

### Teatro
- Fly with me. Dir. Mariano Gracia
- Fuenteovejuna. Dir. Mariano Gracia
- Así que pasen cinco años. Dir. Yolanda Porras
- La misión. Dir. Ismael de la Hoz
- La reina de las hadas. Dir. Pedro Martínez
- La máquina infernal. Dir. Pedro Martínez
- Le troyane. Dir. Claudio di Scanno
- Angelina o el honor de un brigadier. Dir. Juan Carlos Pérez de la Fuente
- Las bicicletas son para el verano. Dir. Emma Cohen. Radioteatro
- Don Juan Tenorio, como Doña Inés. Dir. Jorge Muñoz
- La hermosa Jarifa. Dir. Borja Rodríguez
- Queen Lear. Dir. Natalia Menéndez

## Premios y nominaciones
- Premio Dramaturgia Innovadora del Festival de Escena Contemporánea (2011)